# Tachychlora clita
Tachychlora clita es un género de polillas de la familia Geometridae. Fue erigido por el entomólogo británico Louis Beethoven Prout en 1932. Se encuetra en Brasil. El holotipo de la especie fue hallado en Blumenau.